# سيدي محمد بن الحسن
سيدي محمد بن الحسن (باللهجة المغاربية: سيدي إمْحمد بن لَحْسن)؛ هي قرية مغربية شمال المملكة. تنتمي لإقليم تاونات الجبلي. تضم هذه القرية 18.990 نسمة (إحصاء 2004).